# Rudolf van Zantwijk
Rudolf Alexander Marinus van Zantwijk (Amsterdam, 18 april 1932 - Harderwijk, 2 oktober 2021) was een Nederlandse antropoloog en Mexicanist. Hij heeft een belangrijke bijdrage geleverd aan de kennis over de Azteken, hun taal Nahuatl en hun literatuur. Als eerste Nederlander werd hij internationaal correspondent van de Mexicaanse Academie van Historici. Tevens verkreeg hij de Orde van de Azteekse Adelaar.

## Biografie
Van Zantwijk was enig kind van Marinus van Zantwijk en Anna Maria Catharina Bremer. Van 1951 tot 1960 studeerde hij politieke en sociale wetenschappen aan de Universiteit van Amsterdam en leerde hij Spaans en Nahuatl. Na in 1957 zijn kandidaatsexamen behaald te hebben verhuisde hij naar Milpa Alta waar de grootste Nahuatl-sprekende gemeenschap van Mexico-Stad woont. Daar perfectioneerde hij zijn kennis van die taal in woord en geschrift. Miguel León-Portilla, met wie Van Zantwijk in Nahuatl correspondeerde, noemde hem El Holántecatl (Nahuatl voor "de Hollander").
Na terugkomst uit Mexico in Nederland rondde hij in 1960 zijn studie af met een scriptie over de inheemse bevolking van Milpa Alta die later gepubliceerd werd door het Koninklijk Instituut voor de Tropen (KIT).   
UNESCO zond hem van november 1960 voor drie jaar uit als deskundige naar het Centro de Cooperación Regional para la Educación de Adultos en América Latina y El Caribe (CREFAL), een internationale organisatie in Pátzcuaro. Hier deed hij onderzoek dat uitmondde in het proefschrift Lastdragers en Hoofden: de sociale en culturele identiteit van een Taraskische gemeenschap, waarop hij in 1965 promoveerde bij prof. dr. Jan van Baal. 
Van Zantwijk kreeg een aanstelling op het KIT. In deze periode werd hij gevraagd om koningin Juliana voor te bereiden op haar staatsbezoek aan Mexico in 1964. 
In 1965 overleed zijn vader en Van Zantwijk zag zich genoopt de leiding van het familiebedrijf Brezan, een groothandel in auto-onderdelen en garageuitrusting, op zich te nemen. Brezan, een afkorting van Bremer en Zantwijk, was door zijn ouders opgericht in 1928.
Zijn bezigheden als ondernemer wist hij te combineren met zijn wetenschappelijke carrière. In 1965 werd Van Zantwijk aangesteld als onderzoeker bij het Studie- en Documentatiecentrum voor Latijns America (CEDLA) van de Universiteit van Amsterdam. Van 1968 tot 1971 was hij directeur van dat studiecentrum.
In 1971 werd Van Zantwijk aangesteld als buitengewoon lector in de Latijns-Amerikakunde aan de Universiteit van Amsterdam.
Van 1987 tot aan zijn pensioen in 1997 was Van Zantwijk bijzonder hoogleraar Antropologie en Etnohistorie van de Indiaanse volken van Latijns Amerika, Universiteit Utrecht
In 1995 gaf Van Zantwijk de Van der Leeuw-lezing samen met Carlos Fuentes over het thema Literature and History: The Epic of the Conquest of Mexico’.
In 1997 werd Van Zantwijk de Orde van de Azteekse Adelaar verleend.
In 2011 werd Van Zantwijk internationaal correspondent van de Mexicaanse Academie van Geschiedenis.